# 宋莊公

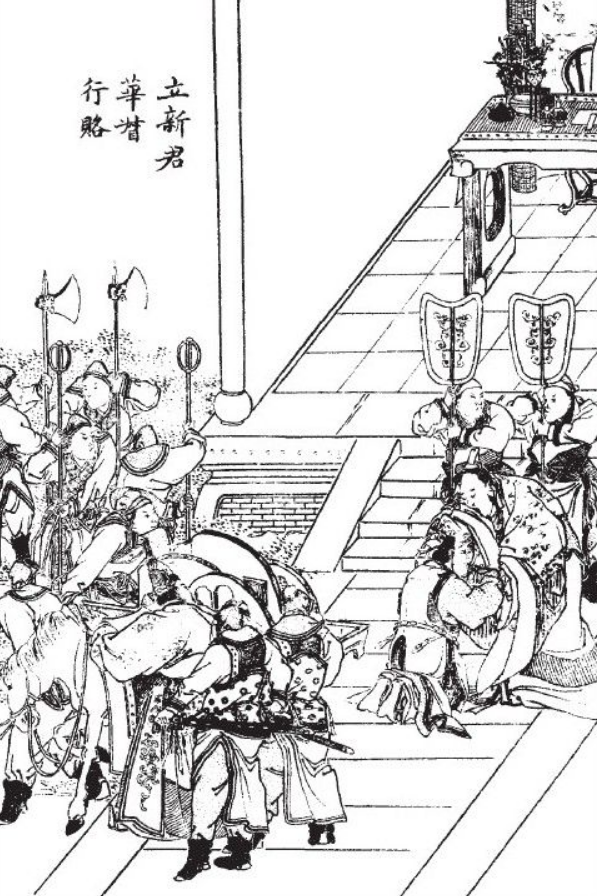
小说《东周列国志》插画：立新君华督行赂；跪者为宋庄公。

宋莊公（前744年—前692年），中國春秋時期宋國君主。子姓，名馮。
宋穆公之子。早年在鄭國當人質。宋殤公十年（前710年），華督見殤公常年用兵，殺孔父嘉，奪其妻，又弒君而立公子馮，是為宋莊公，華督任太宰。